# Upsilon Librae
Désignations
Upsilon Librae (υ Lib / υ Librae) est une étoile binaire de la constellation de la Balance. Sa magnitude apparente combinée est de 3,58. D'après la mesure de sa parallaxe annuelle par le satellite Hipparcos, le système est situé à environ 224 années-lumière de la Terre.
Son étoile primaire, désignée Upsilon Librae A, est une géante rouge de type spectral K3,5III. Son compagnon, désigné Upsilon Librae B, est une étoile de magnitude 10,8 distante de 3,3 secondes d'arc.